# Дністер (музей)
Дністер — музей водопровідної станції, розташований у м. Біляївка Одеської області. Музей заходиться на території парку «Дністер» поруч з водонасосною станцією, що постачає питну воду до Одеси.

## Загальні відомості про музей
«Я жив тоді в Одесі курній…», — писав у своєму вірші О. Пушкін. Дійсно, Одеса, хоча і розташована на березі Чорного моря, завжди потребувала питної води. У місті щосили рилися колодязі, приходив на допомогу дощ, воду привозили з передмістя, але її все одно не вистачало. Лише в 1873 р, за допомогою унікального комплексу споруд, з річки Дністер водопроводом до Одеси пішла довгоочікувана волога. Водопровідна станція «Дністер» незамінна і працює донині, а кількість відводів в нинішній час збільшилася з одного до семи. Літопис місця, де йде забір дністровської води, її фільтрація і відкачка в Одесу і райони області, має свою велику і багатогранну історію. Тут переплетені інженерна думка, рішення стратегічних і життєво необхідних проблем, радості перемог і трагізм людських доль. Все це дбайливо зберігають в невеличкому музеї, який знаходиться в мальовничому парку «Дністер» серед вікових дерев.
Музей почав роботу в 1985 р, а його першим екскурсоводом був працівник станції «Дністер», повний кавалер ордена Слави Григорій Ляхівскій. Цій події передувала величезна, копітка і безкорислива робота безлічі людей зі збору матеріалів і їх оформлення. Колись в цьому приміщенні була православна школа-церква. За радянських часів, як і часто це бувало по всій країні, в цьому місці почав свою роботу клуб. В одному із залів музею кидаються в очі три овальних фасадних вікна, що нагадують про колишню культову історію будівлі.
Майже 150-річна історія водопровідної станції доступна в трьох виставкових залах музею. В одному з них знаходиться величезний за своїми розмірами макет панорами всієї гідротехнічної комплексної системи установи. Постійна експозиція музею в цілому охоплює різні періоди життя станції і її працівників: стрімкий розвиток, боротьбу з природою і бурхливими політичними змінами, часи Другої світової війни та часи післявоєнної відбудови, сучасну реорганізацію.
Безсмертний подвиг і трагізм радянських матросів на станції в 1941 р. Він екранізований у відомому радянському фільмі «Жага» (1959), сюжет якого заснований на реальних подіях. Герої, які проникли в тил ворога, захопили насосну станцію в Біляївці, включили подачу води і утримували позиції деякий час. Унаслідок пошкодженого водопроводу, Одеса, яка страждає в жадобі, так і не змогла отримати воду. Але моряки-герої, частина з яких поклала там своє життя, цього не знали.
Зараз вільного доступу до музею немає, проте це питання вирішується в міській раді Біляївки. При вдалому результаті музей зможе поповнити свою експозицію і знову стане доступним для великої кількості відвідувачів. Поки заклад працює виключно в режимі екскурсій, про які необхідно заздалегідь домовлятися у телефонному режимі.